# Rajd Costa Smeralda 1991
Rajd Costa Smeralda 1991 (14. Rally Costa Smeralda 1991) – 14 edycja rajdu samochodowego Rajd Costa Smeralda rozgrywanego we Włoszech. Rozgrywany był od 10 do 12 kwietnia 1991 roku. Była to dwunasta runda Rajdowych Mistrzostw Europy w roku 1991 (rajd miał najwyższy współczynnik - 20) oraz druga runda Rajdowych Mistrzostw Włoch.

## Klasyfikacja rajdu
| Miejsce                      | Kierowca                     | Pilot                        | Samochód                     | Czas                         | Strata                       |                              |
| Klasyfikacja generalna i ERC | Klasyfikacja generalna i ERC | Klasyfikacja generalna i ERC | Klasyfikacja generalna i ERC | Klasyfikacja generalna i ERC | Klasyfikacja generalna i ERC | Klasyfikacja generalna i ERC |
| ---------------------------- | ---------------------------- | ---------------------------- | ---------------------------- | ---------------------------- | ---------------------------- | ---------------------------- |
| 1.                           | Juha Kankkunen               | Juha Piironen                | Lancia Delta Integrale 16V   | 4:36:03                      | 0.0                          |                              |
| 2.                           | Dario Cerrato                | Giuseppe Cerri               | Lancia Delta Integrale 16V   | 4:36:10                      | +7                           |                              |
| 3.                           | Piero Liatti                 | Luciano Tedeschini           | Lancia Delta Integrale 16V   | 4:37:01                      | +58                          |                              |
| 4.                           | Piergiorgio Deila            | Pierangelo Scalvini          | Lancia Delta Integrale 16V   | 4:37:51                      | +1:48                        |                              |
| 5.                           | Gilberto Pianezzola          | Lucio Baggio                 | Lancia Delta Integrale 16V   | 4:48:06                      | +12:03                       |                              |
| 6.                           | Ernst Harrach                | Matthias Feltz               | Lancia Delta Integrale 16V   | 5:04:44                      | +28:41                       |                              |
| 7.                           | Gianluca Vita                | Raffaele Caliro              | Lancia Delta Integrale 16V   | 5:11:22                      | +35:19                       |                              |
| 8.                           | Massimo Ercolani             | Cristina Larcher             | Lancia Delta Integrale 16V   | 5:15:46                      | +39:43                       |                              |
| 9.                           | Bruno Arntsen                | Geir Kirkhorn                | Opel Kadett GSI              | 5:18:49                      | +42:46                       |                              |
| 10.                          | Mauro Sias                   | Alberto Arru                 | Renault 11 Turbo             | 5:20:26                      | +44:23                       |                              |